# Tongnim
Tongnim (hangul: 동림군, Tongnim-kun, handzsa: 東林郡, RR: Tongrim-kun, ’keleti erdő’) megye Észak-Koreában, Észak-Phjongan (P'yŏngan) tartományban.
1952 decemberében hozták létre Szoncshon (Sŏnch'ŏn) és Csholszan (Ch'ŏlsan) megyék egyes részeiből.

## Földrajza
Keletről Szoncshon (Sŏnch'ŏn), északról Cshonma (Ch'ŏnma), északnyugatról Phihjon (P'ihyŏn), nyugatról Jomdzsu (Yŏmju), délnyugatról Csholszan (Ch'ŏlsan), délről pedig a Sárga-tenger (Koreában „Nyugati-tenger”) határolja.
Legmagasabb pontja a 741 méter magas Munszuszan (문수산; 文繡山, Munsusan).

## Közigazgatása
1 községből (up (ŭp)), 20 faluból (ri (ri)) és 2 munkásnegyedből (rodongdzsagu (rodongjagu)) áll:
| - Tongnim-up (동림읍; 東林邑, Tongrim-ŭp) - Singok-rodongdzsagu (신곡로동자구; 新谷勞動者區, Singok-rodongjagu) - Obong-rodongdzsagu (오봉로동자구; 五峯勞動者區, Obong-rodongjagu) - Kogunjong-ri (고군영리; 古軍營里, Kogunyŏng-ri) - Namszam-ri (남삼리; 南三里, Namsam-ri) - Rjongszan-ri (룡산리; 龍山里, Ryongsan-ri) - Rjongjon-ri (룡연리; 龍淵里, Ryongyŏn-ri) - Maszong-ri (마성리; 磨星里, Masŏng-ri) - Poszong-ri (보성리; 保聖里, Posŏng-ri) - Puhvang-ri (부황리; 付皇里, Puhwang-ri) - Szanszong-ri (산성리; 山城里, Sansŏng-ri) | - Szamszong-ri (삼성리; 三成里, Samsŏng-ri) - Szangszu-ri (상수리; 上壽里, Sangsu-ri) - Anszan-ri (안산리; 雁山里, Ansan-ri) - Volgok-ri (월곡리; 月谷里, Wŏlgok-ri) - Voran-ri (월안리; 月安里, Wŏran-ri) - Unbong-ri (은봉리; 殷峯里, Ŭnbong-ri) - Indu-ri (인두리; 仁豆里, Indu-ri) - Inphung-ri (인풍리; 仁豊里, Inp'ung-ri) - Csambong-ri (잠봉리; 蚕峯里, Chambong-ri) - Cshonggang-ri (청강리; 淸江里, Ch'ŏnggang-ri) - Cshongszong-ri (청송리; 靑松里, Ch'ŏngsong-ri) - Phungcshon-ri (풍천리; 豊川里, P'ungch'ŏn-ri) |

## Gazdaság
Tongnim (Tongrim) megye gazdasága gépgyártásra, vegyiparra és földművelésre épül. A megye területének 27,6%-a alkalmas földművelésre, itt kukoricát és árpát termesztenek.

## Oktatás
Tongnim (Tongrim) megye a Tongnim (Tongrim) Ipari Egyetemnek, a Szenal (Saenal) Forradalmi Akadémiának, és számos általános iskolának és középiskolának ad otthont.

## Egészségügy
A megye kb. 20 egészségügyi intézménnyel rendelkezik, köztük saját kórházzal.

## Közlekedés
A megye közutakon Phenjan (P'yŏngyang) és Sinidzsu (Sinŭiju) felől közelíthető meg. A megye vasúti kapcsolattal rendelkezik, a Phjongi (P'yŏngŭi) vasútvonal része.